# W42
A W42 foi uma ogiva nuclear desenhada nos E.U.A em 1957.
Em dezembro de 1957 o exército estado unidense requiriu a Comissão de Energia Atômica dos Estados Unidos o desenvolvimento de uma ogiva nucelar para armar o míssil Hawk, míssil superfície-ar de para altitudes baixas e médias. Em julho de 1958 as características militares foram aprovadas e o novo desenho de ogiva foi lançado. Dois meses depois o requerimento para uma ogiva nuclear para armar o míssil Hawk foi cancelado.